# جورج بلير
جورج بلير هو لاعب هوكي الجليد كندي، ولد في 15 سبتمبر 1929، وتوفي في 9 يوليو 2010.

## وصلات خارجية
- جورج بلير على موقع دوري الهوكي الوطني (الإنجليزية)
- جورج بلير على موقع قاعة مشاهير الهوكي (لاعب أن.إتش.أل) (الإنجليزية)
- جورج بلير على موقع EliteProspects.com (الإنجليزية)
- جورج بلير على موقع HockeyDB.com (الإنجليزية)
- جورج بلير على موقع Hockey-Reference.com (الإنجليزية)